# Панское (Глинковский район)
Панское   — деревня  в  Смоленской области России,  в Глинковском районе. По состоянию на 2007 год постоянного населения не имеет  .  Расположена в центральной части области  в 4 км к востоку от села Глинка,  в 14 км западнее  автодороги Р137 Сафоново — Рославль, в 8 км севернее автодорогиР96 Новоалександровский(А101)- Спас-Деменск — Ельня — Починок, на левом берегу реки Устром.  В 1 км южнее деревни железнодорожная станция 524-й км на линии Смоленск  - Сухиничи. Входит в состав Глинковского сельского поселения.  

## История
В годы Великой Отечественной войны деревня была оккупирована гитлеровскими войсками в июле 1941 года, освобождена в ходе Ельнинско-Дорогобужской операции в 1943 году. 